# Yakaköy (Bodrum)
Yakaköy is een plaats in het district Bodrum in de Turkse provincie Muğla.
Yakaköy ligt op 15 kilometer van het centrum van Bodrum. Het inwonersaantal was in 1997 nog 475, maar in 2010 is het gestegen naar 1200, wat vooral te danken is aan het groeiende toerisme en buitenlanders die er een tweede huis of villa hebben laten bouwen.
In de buurt is er een historisch kasteel annex restaurant, de Royal Hamam en een supermarkt.